# Mimorista trisemalis
Mimorista trisemalis is een vlinder uit de familie van de grasmotten (Crambidae), uit de onderfamilie van de Spilomelinae. De wetenschappelijke naam van deze soort is voor het eerst voorgesteld als Sameodes trisemalis door Paul Dognin in een publicatie uit 1910.
De soort komt voor in Nicaragua, Bolivia en Zuidoost-Peru.